# 5088 Tancredi
Az 5088 Tancredi (ideiglenes jelöléssel 1979 QZ1) a Naprendszer kisbolygóövében található aszteroida. Claes-Ingvar Lagerkvist fedezte fel 1979. augusztus 22-én.